# Walerij Sołdatenko
Walerij Fedorowycz Sołdatenko, ukr. Валерій Федорович Солдатенко, (ur. 13 kwietnia 1946 w Selidowie w obwodzie donieckim) – radziecki i ukraiński historyk, członek korespondent Narodowej Akademii Nauk, przewodniczący Ukraińskiego Instytutu Pamięci Narodowej w latach 2010–2014.

## Życiorys
W 1970 skończył studia historyczne na Uniwersytecie Kijowskim im. Szewczenki. Od 1976 do 1984 pracował jako starszy pracownik naukowy Instytutu Historii Partii przy Komitecie Centralnym Komunistycznej Partii Ukrainy — oddziału Instytutu Marksizmu-Leninizmu przy Komitecie Centralnym KPZR. W latach 1984–1988 stał na czele katedry doświadczenia historycznego KPZR Kijowskiej Wyższej Szkoły Partyjnej. Od 1988 do 1991 pełnił funkcję kierownika działu badań historyczno-politycznych Instytutu Badań Politycznych KC Komunistycznej Partii Ukrainy. Od 1992 był kierownikiem działu badań etnohistorycznych Instytutu Badań Politycznych i Etnonarodowych im. Kurasa Narodowej Akademii Nauk Ukrainy. 
W latach 2010–2014 pełnił funkcję przewodniczącego Ukraińskiego Instytutu Pamięci Narodowej.